# Solec (Łódź)
Solec [pronunciación en polaco: /ˈsɔlɛt͡s/] es un pueblo ubicado en el distrito administrativo de Gmina Paradyż, dentro del condado de Opoczno, Voivodato de Łódź, en el centro de Polonia. Se encuentra a unos 4 kilómetros al sureste de Paradyż, 15 kilómetros al suroeste de Opoczno, y a 73 kilómetros al sureste de la capital regional Łódź.